# Tomba di Dục Đức

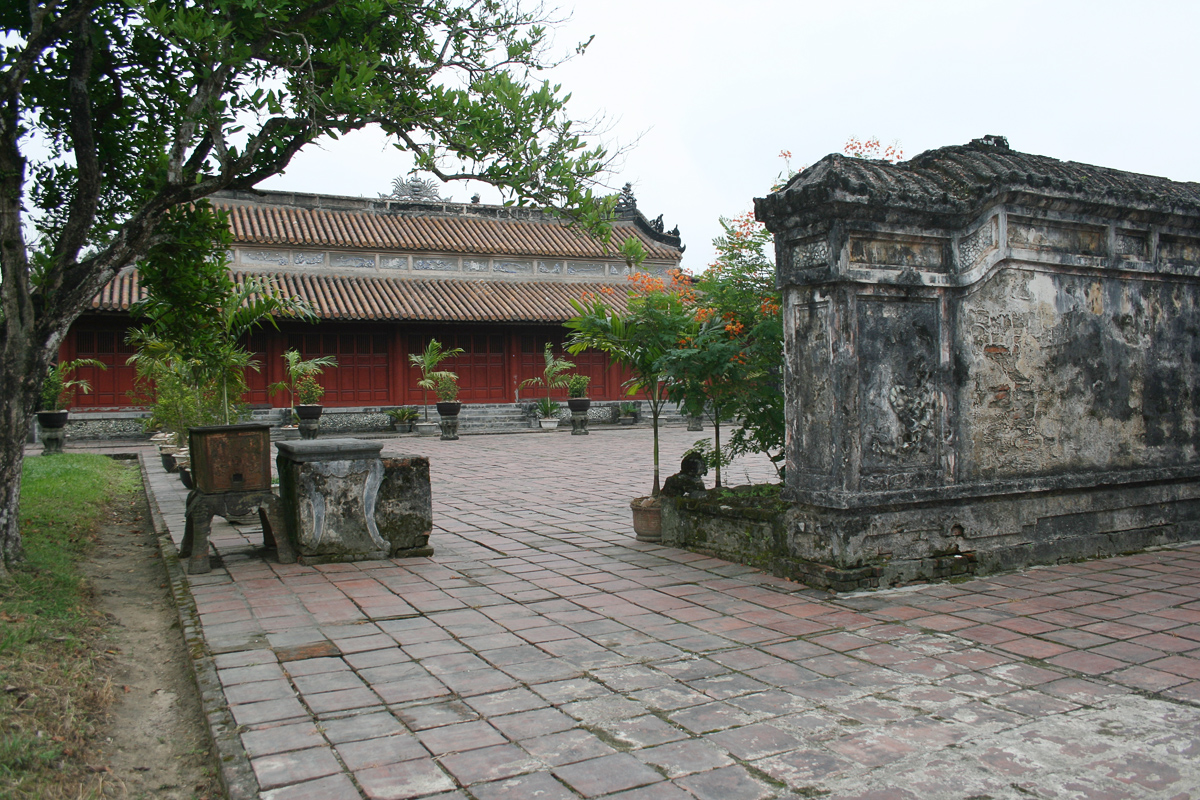
La tomba di Dục Đức.

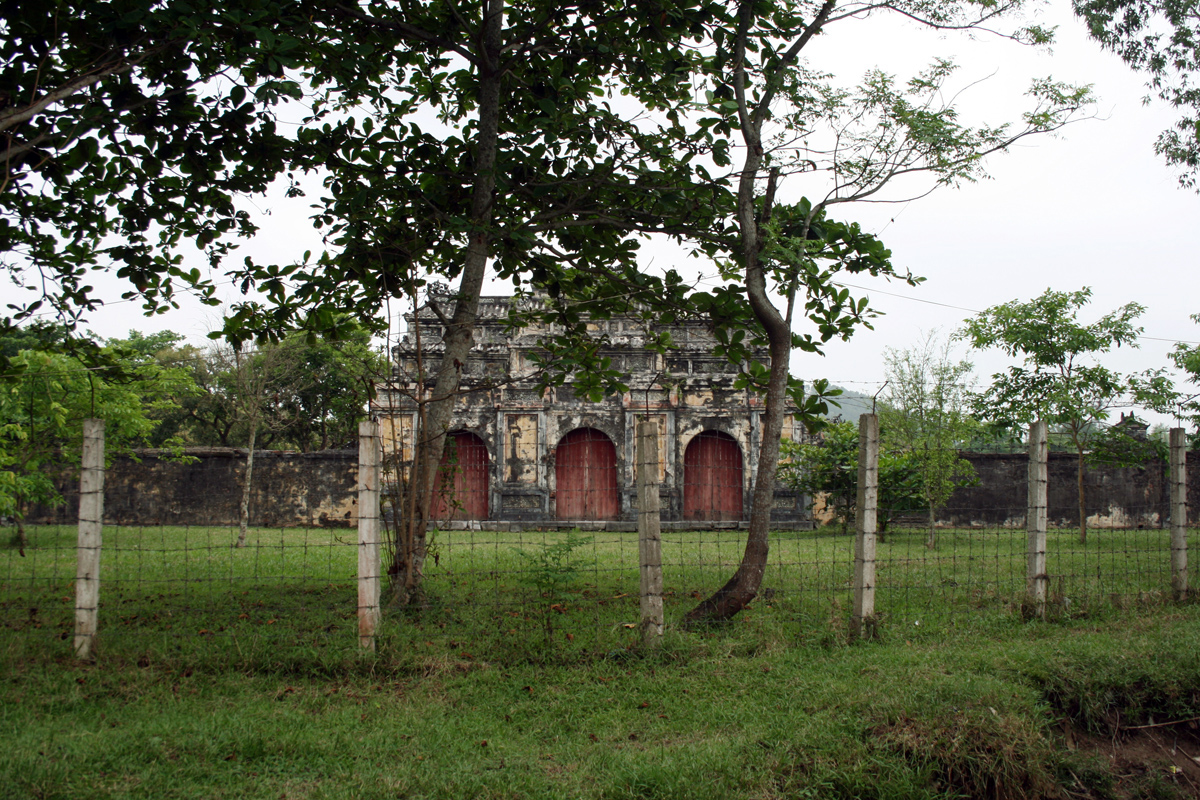
Il cancello di An lăng, al cui interno è presente il luogo di sepoltura e di culto dell'imperatore Dục Đức, Thành Thái e Duy Tân.

La tomba dell'imperatore Dục Đức (in vietnamita Lăng Dục Đức), ufficialmente il mausoleo di An (An Lăng, chữ nho: 安陵) è un complesso tombale a Huế, in Vietnam, nel quale sono sepolti Dục Đức e sua moglie, suo figlio Thành Thái, suo nipote l'imperatore bambino Duy Tân e molti altri membri dell'ultima dinastia del Vietnam, la dinastia Nguyễn, come l'imperatrice vedova Nguyễn Thị Định (madre di Duy Tân).
Duy Tân fu sepolto nel complesso della tomba nel 1987.
Il mausoleo è composto da due sezioni: la tomba vera e propria e il santuario di Long An.